# Пертский договор
Пертский договор (англ. Treaty of Perth) — мирный договор, заключённый в 1266 году в Перте между Норвегией и Шотландией, который положил конец норвежско-шотландскому соперничеству за власть над Гебридскими островами. В соответствии с условиями договора острова были переданы Шотландии за 4000 марок.

## История
Начиная с IX века Гебридские острова и часть западного побережья Шотландии вошли в сферу влияния норвежских викингов, а в 1098 году они были официально признаны владением Норвегии. В середине XII века на Гебридах сложилось гэльское государство — королевство Островов, которое признало сюзеренитет норвежского короля. Но уже с начала XIII века укрепившаяся Шотландия начала экспансию на запад и оспорила права Норвегии на Гебриды.
Шотландско-норвежский конфликт достиг своей кульминации в 1263 году, когда мощный норвежский флот под командованием короля Хокона IV прибыл на Гебридские острова и разорил владения шотландского короля. В битве при Ларгсе 2 октября 1263 года норвежцы получили отпор со стороны шотландской армии, а 15 декабря скончался Хокон IV. Уже в следующем году шотландцы атаковали норвежские земли на западном побережье Шотландии и подчинили своей власти правителей королевства Островов. В 1265 году шотландцы завоевали остров Мэн. Новый король Норвегии Магнус VI был вынужден пойти на переговоры.
Мирный договор был заключен 2 июля 1266 года в шотландском городе Перт. Норвегия уступала Шотландии Гебридские острова и Мэн за выкуп в размере 4000 марок, подлежащий выплате в течение четырёх лет. Шотландский король гарантировал сохранение прав и обычаев жителей островов. Каждая из сторон также обязывалась не предоставлять убежища изменникам и преступникам другой стороны. Кроме того, шотландцы должны были ежегодно уплачивать 100 марок норвежскому королю (этот платёж был отменён лишь в 1468 году, хотя фактически перестал выплачиваться уже в XIV веке). Оркнейские и Шетландские острова признавались владением Норвегии.
Пертский договор положил конец соперничеству двух держав за власть над Гебридами и открыл период дружбы и союза между Норвегией и Шотландией. Присоединение островов к Шотландии означало не только завершение формирования территориальной основы шотландского государства, но и становление нового баланса власти на Британских островах: период множества королевств и присутствия викингов подошёл к концу, а Британские острова были окончательно разделены на два государства: Англию и Шотландию.